# Miljenko Smoje
Miljenko Smoje (Spalato, 14 febbraio 1923 – Spalato, 25 ottobre 1995) è stato uno scrittore, giornalista e sceneggiatore croato.

## Biografia
Miljenko Smoje nacque a Spalato, all'epoca parte del Regno dei Serbi, Croati e Sloveni, in una povera famiglia operaia. Nel quartiere dove crebbe vi erano molti di sentimenti anarchici, socialisti o di altre ideologie di sinistra. Questo avrebbe successivamente influenzato le opere di Smoje e avrebbe contribuito a fargli sviluppare una forte insofferenza verso le autorità e l'ordine costituito.
Smoje terminò le scuole superiori a Spalato nel 1941, ma la sua istruzione successiva fu interrotta dall'invasione della Jugoslavia da parte delle forze dell'Asse e dall'annessione di Spalato all'Italia. Smoje aderì al Partito Comunista di Jugoslavia e prese parte nel locale movimento di resistenza. Tuttavia, a causa della sua natura ribelle, fu espulso dal partito, ma sopravvisse a ciò, come a una breve carcerazione da parte delle autorità italiane. Dopo la fine della guerra terminò l'università e lavorò come insegnante. Nel 1950 s'impiegò come reporter per il quotidiano spalatino Slobodna Dalmacija, per il quale scrisse fino al suo pensionamento formale nel 1979.
Da giornalista, Smoje sviluppò uno stile specifico che includeva l'uso del dialetto ciacavo nei suoi articoli. Egli era specializzato nello scrivere di persone comuni e lungo i decenni viaggiò per tutta la Dalmazia registrando molti aspetti della sua vita. Successivamente utilizzò molte di queste esperienze come basi per i suoi racconti, commedie e romanzi. Amava infondere in tutto il suo lavoro una forte dose di umorismo, assieme ad elementi del tragico quotidiano. Tutto questo contribuì a fare di Smoje uno dei più considerati e popolari scrittori della Jugoslavia, così come presumibilmente il più grande umorista della letteratura croata.
Fu il medium della televisione ad aiutare Smoje a raggiungere la fama. Nel 1970 scrisse la sceneggiatura per Naše malo misto (nota anche semplicemente come Malo misto), una miniserie che copriva tre decenni della vita in una cittadina costiera della Dalmazia. La serie mostrava molti personaggi memorabili che sarebbero poi divenuti parte della cultura locale. Smoje mostrò anche la sua abilità nell'usare la commedia per criticare certi aspetti del regime comunista. Cionondimeno, la serie ebbe un immediato successo e la sua popolarità crebbe lungo i decenni.
Nel 1980 Smoje tentò di ripetere il successo con Velo misto, un progetto più ambizioso che avrebbe raccontato la vita a Spalato tra il 1910 e il 1947. Anche Velo misto divenne molto popolare e acquisì un pubblico di appassionati.
Dopo il suo pensionamento, Smoje continuò a scrivere settimanalmente per Slobodna Dalmacija e Nedjeljna Dalmacija. Negli anni Ottanta e Novanta si oppose al nazionalismo croato e per questa ragione fu emarginato dai mezzi comunicazione controllati dal presidente Franjo Tuđman e dalla sua Unione Democratica Croata. Quando il sostenitore di Tuđman Miroslav Kutle prese il controllo di Slobodna Dalmacija nel 1993, Smoje iniziò a scrivere per il settimanale satirico Feral Tribune.
L'emarginazione semi-ufficiale di Miljenko Smoje ebbe fine alla fine degli anni Novanta quando le sue serie furono trasmesse dalla Radiotelevisione Croata.
Smoje si sposò due volte. È sepolto a Žrnovnica presso Spalato.